# Maximiliaan van Liechtenstein
Maximilian Nikolaus Maria (Sankt Gallen, 16 mei 1969) is de tweede zoon van vorst Hans Adam II van Liechtenstein en Marie Kinsky von Wchinitz und Tettau.

## Leven
Prins Maximiliaan van Liechtenstein studeerde aan de Liechtensteinisches Gymnasium in Vaduz en de European Business School in Wiesbaden waar hij in 1993 afstudeerde. In 1998 voltooide hij een MBA aan de Harvard Business School in Boston.
Hij werkte voor Chase Capital Partners in New York en later voor Industrie Kapital en JPMorgan Partners. Sinds 2006 is hij CEO van de LGT Group.

## Familie
Maximiliaan huwde op 21 januari 2000 in Vaduz de Panamese Angela Gisela Brown (1958). Het echtpaar kreeg een zoon:
- Alfons (Londen, 18 mei 2001)

Prinses Angela was de eerste persoon van Afrikaanse origine die in het huwelijk trad met een lid van een regerend Europees vorstenhuis. Het huwelijk werd gemachtigd door haar schoonvader, Hans Adam II, en werd gevolgd met een kerkelijk huwelijk op 29 januari 2000 in New York.
- Gemeinsame Normdatei: 1207282197
- Virtual International Authority File: 4862158631000023370009